# Pascal Lamy
Pour les articles homonymes, voir Lamy.
Ne pas confondre avec François Lamy, autre personnalité du Parti socialiste et contemporain de Pascal Lamy.
Pascal Lamy, né le 8 avril 1947 à Levallois-Perret (Seine), est un haut fonctionnaire et homme politique français.
Il est commissaire européen pour le commerce de 1999 à 2004 et directeur général de l'Organisation mondiale du commerce du 1er septembre 2005 au 31 août 2013. Il est président de l'Institut Jacques Delors de 2004 à 2005. À la suite de la création du Jacques Delors Centre à Berlin (2014) et d'Europe Jacques Delors à Bruxelles (2020), il est coordinateur du réseau des Instituts Jacques Delors,. Il est président puis Vice-Président du Forum de Paris sur la paix depuis 2019.

## Biographie

### Jeunesse et études
Pascal Lamy effectue ses études secondaires au lycée Carnot. Il est diplômé d'HEC Paris en 1969. Il reçoit le diplôme de l'Institut d'études politiques de Paris en 1971 (section Service Public) et est titulaire d'un DES de droit. Il prépare à Sciences Po le concours de l'École nationale d'administration, où il est admis en 1973 (promotion Léon Blum, 1973-1975).

### Parcours professionnel
Il commence sa carrière dans la fonction publique à l'Inspection générale des finances (juin 1975-1979) et au Trésor (1979-1981). Il est secrétaire général du Comité interministériel pour l'aménagement des structures industrielles (CIASI). Après la victoire de la Gauche, il est conseiller du ministre de l'Économie et des Finances Jacques Delors (avril 1981-juillet 1984) puis directeur-adjoint du cabinet du Premier ministre Pierre Mauroy (1983-1984). Il exerce de 1985 à 1994 les fonctions de directeur de cabinet du président de la Commission européenne Jacques Delors, dont il est par ailleurs le sherpa au G7. Il est ensuite directeur général du Crédit lyonnais qu'il contribue à redresser jusqu'à sa privatisation en 1999. Il revient ensuite à Bruxelles, en 1999, pour occuper le poste de commissaire européen au Commerce sous la présidence de Romano Prodi. Il est enfin élu, le 26 mai 2005, directeur général de l'Organisation mondiale du commerce (OMC). Seul candidat à sa propre succession (une première dans l'histoire de l'institution créée en 1995), il a été reconduit, le 30 avril 2009, à la tête de l'organisation pour un second mandat de quatre ans à l'issue d'un vote par acclamation de ses 153 membres. Son mandat prend fin le 31 août 2013. Arancha Gonzalez, est sa porte-parole et cheffe de cabinet durant toute cette période.
Membre du Parti socialiste de 1969 à 2019, il fut secrétaire de section à Gisors (Eure) de 1978 à 1985, puis membre du comité directeur du Parti socialiste de 1985 à 1994. En 1993, il est battu dès le premier tour dans la 5e circonscription de l'Eure (15,10 %), devancé par le candidat FN, alors que le sortant était PS.
Il est, d'avril 1995 à septembre 1999, membre du bureau de la section française du Mouvement européen ; de 2002 à 2005, membre honorifique du Movimento federalista europeo,  et il a été président du Comité mondial d’éthique du tourisme.
Selon ses mandats actuels, il est coordinateur des Instituts Jacques Delors (Paris, Berlin, Bruxelles), vice-président du Forum de Paris sur la Paix. Il préside la Mission Starfish auprès de la Commission européenne visant à protéger les Océans. Il est  président de la Commission de l’Oxford Martin School sur les défis du futur, président de la Commission globale sur les océans, membredu Conseil d'administration des Musiciens du Louvre de Grenoble (MDLG) (Orchestre de Marc Minkowski), membre du conseil d’administration de la Fondation nationale des Sciences politiques et de la Thomson Reuters Founders Share Company, membre du conseil consultatif de Transparency International et membre du conseil d'administration de Transparency International France et professeur affilié à HEC et à la China Europe International Business School (CEIBS - Shanghai).
En avril 2015, il est chargé par le Premier ministre Manuel Valls d'organiser, en tant que délégué interministériel, la candidature de Paris pour l'exposition universelle de 2025. Cependant, le 20 janvier 2018, le Premier ministre Édouard Philippe annonce le retrait de la candidature de la France en raison du manque de garanties financières.

### Parcours professoral
Pascal Lamy enseigne à l'Institut d'études politiques de Paris en tant que professeur associé. Il enseigne également comme professeur associé à la China Europe International Business School (CEIBS - Shanghai).

## Autres affiliations et travaux
Membre de la direction de l’Institute for East West Studies jusqu'en 1995, dont le président d'honneur est George H. W. Bush, il est également membre du conseil d'administration de ODC (Overseas Development Council - Washington) jusqu'en septembre 1999[réf. nécessaire].
De 1996 à 1998 inclus, Pascal Lamy est membre de la branche Europe de la RAND Corporation (RAND Europe Advisory Board).
Il a également été président de la commission Prospective du CNPF, futur MEDEF jusqu'en septembre 1999.
Il a été à plusieurs reprises membre du bureau du club Le Siècle.
Il a participé très régulièrement à la conférence de Bilderberg (en 2000, 2001, 2003 et 2005), « laboratoire d'idées » réunissant les chefs d'entreprise les plus influents de la planète,.
Il est président d'honneur de l'Institut de relations internationales et stratégiques, dont il a présidé le conseil d'administration jusqu'en septembre 1999.  
D'après la liste arrêtée au 11 novembre 2003, il est membre du comité d'orientation scientifique d'« À gauche en Europe », club de réflexion fondé par Michel Rocard et Dominique Strauss-Kahn. Il est également membre du conseil d'orientation du laboratoire d'idées En temps réel.
Depuis janvier 2020, il est, avec Geneviève Pons, vice-président d'Europe Jacques Delors, le troisième think tank de la famille Delors créé début 2020 à Bruxelles. Ils co-président la coalition Antarctica2030, projet distingué lors du premier Forum de Paris pour la Paix en novembre 2018, qui vise à protéger les vastes zones marines autour de l’Antarctique.
Lamy est aussi membre du conseil d'administration et du présidium du laboratoire d'idées Les Amis de l'Europe, membre du comité consultatif de Transparency International, et il est membre du bureau et trésorier de l'association Transparency International France. Il en a été de nouveau élu administrateur lors de l'A.G. du 24 juin 2014.
Il est un conseiller pour le think-tank transatlantique European Horizons, senior advisor de la firme Brunswick et trustee du think tank "Friends of Europe" à Bruxelles.
Selon l’hebdomadaire classé à droite Marianne, l’engagement de Pascal Lamy en faveur du « libre-échangisme absolu » et des délocalisations le rapprocherait bien davantage « des thèses défendues par les gourous de Wall Sreet que de Jean Jaurès ».
En 2020, il fait un caméo dans son propre rôle dans la série télévisée Parlement de France Télévision.

## Distinctions

### Décorations
- Grand officier de la Légion d'honneur en 2021[26] (commandeur en 2013, officier, 1999, chevalier 1990).
- Grand officier de l'ordre national du Mérite en 2018.
- Grand-croix de l'ordre Royal d'Orange-Nassau (Pays-Bas) en 2013.
- Médaille du mérite national du Tadjikistan en 2013.
- Médaille de l'amitié de la République Démocratique du Laos en 2013.
- Chevalier grand-croix de l'ordre du Mérite de la République italienne‎ en 2012[27].
- Grand-Croix de l'ordre royal de Sahametrey (Royaume du Cambodge) en 2012
- Officier de l'Ordre national du Burkina Faso en 2012
- Médaille du mérite (Vanuatu) en 2011.
- Médaille de la fraternité (Vietnam) en 2007.
- Ordre du Mérite (Chili) en 2004.
- Ordre de l'Aigle aztèque[Quoi ?] (Mexique) en 2003.
- Officier de l'ordre national du Mérite gabonais en 2000.
- Commandeur de l'ordre de Mérite du grand-duché de Luxembourg en 1995.
- Grand officier de l'ordre du Mérite (Allemagne) en 1991.

### Doctorat honoris causa
- Docteur honoris causa de l'université catholique de Louvain, Belgique (2003) ;
- Docteur honoris causa de l'université de Genève, Suisse (2009) ;
- Docteur honoris causa de l'université de Warwick, Royaume-Uni (2009) ;
- Docteur honoris causa de l'Université de Montréal, Canada (2010) ;
- Docteur honoris causa de l'université de Sichuan, Chine (2011) ;
- Docteur honoris causa de l'université de Dacca, Bangladesh (2012) ;
- Docteur honoris causa de l'université d'Édimbourg, Royaume-Uni (2012);
- Docteur honoris causa de l'université de Bilkent, Turquie[28](2013).

## Publications
- Rapport sur l'aide sociale à l'enfance, avec Jean-Louis Bianco, 1979.
- Monde-Europe, éd. Dunod, Paris, 1993.
- L'Europe de nos volontés, avec Jean Pisani-Ferry, éd. Plon, Paris, 2002. Version anglaise : The Europe we want, Arch Press/The Policy Network 2002
- L'Europe en première ligne, Seuil, Paris, 2002.
- La Démocratie monde : pour une autre gouvernance globale, éd. Seuil, Paris, 2004.
- Geneva Consensus, Cambridge University Press 2013
- Quand la France s'éveillera, Éditions Odile Jacob, Paris, 2014.
- Investing in the European future we want, Research and Innovation Report, European Commission, 2017.
- Où va le monde ?, Éditions Odile Jacob, Paris, 2018.
- Strange New World, Éditions Odile Jacob, Paris, 2019.